# Elecciones al Senado de Mauritania de 2007
Las Elecciones al Senado de Mauritania en 2007 tuvieron lugar el 21 de enero y 4 de febrero de dicho año. Fueron elegidos 53 de los 56 senadores entre los 3.688 consejeros municipales, mientras que los tres restantes miembros hasta completar los 56 de la Cámara, y que representan a los mauritanos en el exterior, fueron nombrados después por los senadores electos.
Las elecciones se celebraron a dos vueltas, debiendo obtener cada candidato la mayoría absoluta de votos en la primera vuelta para ser elegido. Los candidatos independientes, agrupados en torno a la candidatura Al-Mithaq, muchos de ellos de antiguas formaciones islamistas, obtuvieron 26 de los 38 escaños que se adjudicaron en la primera vuelta. Después, la Concentración de Fuerzas Democráticas obtuvo 11 escaños. El Partido Republicano para la Democracia y la Renovación del antiguo Presidente derrocado en el golpe de Estado de 2005, Maaouya Ould Sid'Ahmed Taya, sólo obtuvo 3 escaños. En la segunda vuelta, once escaños fueron a los independientes y cuatro para la Concentración de Fuerzas Democráticas.

## Primera vuelta
| Partidos                                                          | Escaños | Votos | Porcentaje |
| ----------------------------------------------------------------- | ------- | ----- | ---------- |
| Al-Mithaq (islamistas moderados, presentados como independientes) | 23      | 2.258 | 63,14      |
| Concentración de Fuerzas Democráticas (y sus aliados)             | 5       | 365   | 10,21      |
| Partido Republicano para la Democracia y la Renovación            | 3       | 231   | 6,46       |
| Unión de Fuerzas de Progreso                                      | 1       | 129   | 3,61       |
| Coalición de Fuerzas para el Cambio Democrático                   | 3       | 83    | 2,32       |
| Partido Mauritano para la Unión y el Cambio                       | 1       | 31    | 0,87       |
| Unión por la Democracia y el Progreso                             | 1       | 28    | 0,78       |
| Alianza Popular Progresista                                       | 1       | 12    | 0,34       |
| Total                                                             | 38      | 3.137 | 100.0      |

## Segunda vuelta
| Partido                                                                      | Escaños | Votos | Porcentaje |
| ---------------------------------------------------------------------------- | ------- | ----- | ---------- |
| Al-Mithaq (islamistas moderados, presentados como independientes)            | 11      | 1.081 | 69,79      |
| Partido Mauritano para la Unión y el Cambio                                  | 2       | 103   | 6,65       |
| Concentración de Fuerzas Democráticas                                        | 1       | 98    | 6.33       |
| Concentración de Fuerzas Democráticas–Unión de Fuerzas de Progreso (RFD-UFP) | 1       | 76    | 4.91       |
| Unión de Fuerzas de Progreso                                                 | 0       | 29    | 1.87       |
| Total                                                                        | 15      | 1.387 | 100.0      |

## Resultados totales de ambas vueltas
| Partido                                                                              | escaños |                  |
| ------------------------------------------------------------------------------------ | ------- | ---------------- |
| Al-Mithaq (islamistas moderados, presentados como independientes)                    | 34      |                  |
| Concentración de Fuerzas Democráticas                                                | 6       |                  |
| Coalición de Fuerzas para el Cambio Democrático                                      | 3       |                  |
| Partido Republicano para la Democracia y la Renovación                               | 3       |                  |
| Partido Mauritano para la Unión y el Cambio                                          | 3       |                  |
| Unión de Fuerzas de Progreso                                                         | 1       |                  |
| Concentración de Fuerzas Democráticas–Unión de Fuerzas de Progreso (RFD-UFP)         | 1       |                  |
| Unión para la Democracia y el Progreso                                               | 1       |                  |
| Alianza Progresista del Pueblo                                                       | 1       |                  |
| Representantes de los mauritanos en el exterior (elegidos por los propios senadores) | 3       |                  |
| Total                                                                                | 56      | Referencias: IPU |